# Дышеков, Аслан Русланович
Асла́н Русла́нович Дыше́ков (род. 15 января 1987, Баксан, КБАССР, РСФСР, СССР) — российский футболист, полузащитник.

## Карьера
Воспитанник футбольной школы «Спартака» Нальчик. Дебютировал за команду 20 сентября 2010 года в матче 21-го тура РФПЛ против московского «Спартака» (0:2). В июне 2015 года перешёл в новосибирскую «Сибирь», 11 июля дебютировал за команду в матче против «Волгаря», в котором сделал голевую передачу.
Летом 2020 года стал игроком клуба «Кубань Холдинг» Павловская, в составе которого дебютировал 5 августа, выйдя в стартовом составе в кубковой встрече сезона 2020/21. В июне 2021 года покинул команду, провёл сезон в других клубах, после чего в начале июля 2022 года вернулся в «Кубань Холдинг».